# Беата Крупська
Беата Крупська (пол. Beata Krupska) — сучасна польська письменниця для дітей та молоді, а також письменниця та автор діалогів для мультсеріалів («Сцени з життя драконів», норвежсько-польський продукт «Подорож у казки» та інше).

## Літературна творчість
- Казки (вид. 1989 р.)
- Поїздка трамваєм на торжище невільників[5] (1988 р.);
- Оповідання про Агату[6] (1991 р.; передрук у 1999 р. у вид. «Prószyński i S-ka»);
- Пригоди Євсевія[7] (1985 р., для самих маленьких дітей, передрук у 1998 р. у вид. «Prószyński i S-ka»);
- Сцени з життя драконів[2] (1987 р. у «Видавництві радіо і телебачення Польщі», передрук у 1998 р. у вид. «Prószyński i S-ka», у 1994–1997 рр. зроблений мультсеріал на основі згаданого твору).

## Фільмографія
Її сценарії до мультфільмів:
- 1994 р. — «Одного разу»[3];
- 1993 р. — «Дванадцять качок»[8][3];
- 1993 р. — «Три цитрини»[3][8];
- 1993 р. — «Тролі»[3][8];
- 1992 р. — «Про лицаря і короля»[8];
- 1992 р. — «Окуляри короля»[8];
- 1990 р. — «Принцеса, яка не могла спати»[8];
- 1989 р. — «Про рибалку»[8];
- 1989–1993 рр. — «Подорож у казки»[9];
- 1989 р. — «Принцеса і дракон»[8].